# I Am One
"I Am One" er en sang af Smashing Pumpkins og titlen på den tredje single fra albummet Gish fra 1991. Sangen er skrevet af Billy Corgan og James Iha og er den eneste single fra Smashing Pumpkins, der ikke alene er skrevet af Corgan. En tidligere indspillet version af "I Am One" blev også udgivet som single i maj 1990 i begrænset omfang. 

## I Am One 1990-single
Smashing Pumpkins havde indspillet demoer siden bandets start i sommeren 1988. Særligt i 1989 fik bandet skrevet og indspillet et hav af materiale, der blev udgivet på forskellige demobånd i håbet om at få en pladekontrakt. Fra disse studieindspilningerne udgav de deres første single "I Am One" i maj 1990 hos pladeselskabet Limited Potential, mens Sub Pop udgav deres anden single "Tristessa" i december 1990. Succesen af disse singler resulterede i sidste ende i en pladekontrakt hos Caroline Records. Da Smashing Pumpkins gik i studiet for at indspille sangene til Gish, genindspillede de både "I Am One" og "Tristessa", samt en række af de gamle demoer, heriblandt "Rhinoceros", "Bury Me" og "Daydream". "I Am One" er altså bandets første single, men ikke den version, de fleste kender i dag. Singlen fra 1990 indeholder følgende b-sider:
- "Not Worth Asking"

Not Worth Asking er skrevet af Billy Corgan. Den blev indspillet i 1989 og er også at finde på et af bandets gamle demobånd. 

## I Am One 1992-single
Efter Gish var blevet indspillet og udgivet i 1991, fulgte bandet op med nogle singleudgivelser hos Caroline Records. Den første single, "Siva", udkom i efteråret 1991 og blev efterfulgt af ep samme år. I 1992 blev "I Am One" udgivet som den tredje single og nåede op som nr. 73 på den britiske hitliste. Denne version blev også senere udgivet på bandets opsamlingsplade, Rotten Apples. Singlen fra 1992 indeholder følgende b-sider:
- "Plume"
- "Starla"

Begge sange er skrevet af Billy Corgan og blev senere udgivet på opsamlingspladen Pisces Iscariot. "Starla" er en 11 minutter lang minisymfoni, hvoraf de sidste fem minutter udelukkende består af guitarsoloer fra Billy Corgan. Dette fik All Music Guide til at beskrive Corgan som én af 1990'ernes bedste og mest undervurderede guitarister. 

## I Am One 10"
Samtidig med singleudgivelsen i 1992 blev der også udgivet en særlig 10"-single. Den indeholder Gish-version af "I Am One", samt to b-sider:
- "Terrapin" (live)
- "Bullet Train to Osaka"

"Terrapin" er skrevet af den tidligere forsanger i Pink Floyd, Syd Barrett. Det er en liveoptagelse fra en Smashing Pumpkins-koncert, hvor James Iha synger sangen fra Syd Barretts første soloalbum. "Bullet Train to Osaka" er en instrumental b-side skrevet af Billy Corgan. 

## Musikvideo
Der blev faktisk også indspillet en musikvideo til "I Am One" i forbindelse med singleudgivelsen i 1992. Bandet havde i forvejen lavet musikvideoer til både Siva og Rhinoceros, men var så utilfredse med resultatet af I Am One-musikvideoen, at den ikke blev udgivet. Det var først, da bandet udgav en samling af alle deres musikvideoer i 2001, at videoen blev offentliggjort. 

## Live
"I Am One" er én af de ældste Smashing Pumpkins-sange. Corgan og Iha skrev sangen i 1989, og selvom bandet indspillede en demo i 1989, som derefter blev udgivet som single, så var det først i juni 1990, at bandet inkluderede sangen ved en koncert. I Am One blev udgivet på debutalbummet Gish i 1991 og som single i 1992, og særligt singleudgivelsen betød, at bandet ofte spillede sangen på deres respektive verdensturnéer for Gish (1991-1992) og Siamese Dream (1993-1994). I Am One blev dog ekskluderet fra både Infinite Sadness Tour (1995-1997) og Adore Tour (1998), men bragt tilbage til sætlisterne i 1999 og af og til i 2000. I Am One er blevet spillet live ca. 200 gange.